# محمد سعيد الكردي (حكم)
محمد سعيد الكردي حكم دولي تونسي لكرة القدم، إختاره الاتحاد الأفريقي لكرة القدم ليكون ضمن حكام كأس الأمم الأفريقية 2015 بغينيا الاستوائية.